# Oxylymma gibbicollis
Oxylymma gibbicollis är en skalbaggsart som beskrevs av Bates 1873. Oxylymma gibbicollis ingår i släktet Oxylymma och familjen långhorningar. Inga underarter finns listade i Catalogue of Life.